# Sinaphodius chitwanensis
Sinaphodius chitwanensis är en skalbaggsart som beskrevs av Schoolmeesters och Vandenheuvel 1999. Sinaphodius chitwanensis ingår i släktet Sinaphodius och familjen Aphodiidae. Inga underarter finns listade i Catalogue of Life.